# Leonard Smithers
Leonard Smithers (19 de dezembro de 1861 – 19 de dezembro de 1907) foi um editor radicado em Londres e associado ao decadentismo. Nascido em Sheffield, ele trabalhou como procurador, habilitando-se em 1884, e se tornou amigo so explorador e orientalista Sir Richard Francis Burton. Em 1885, ele publicou a tradução de Burton do Primeiro Livro de As Mil e Uma Noites. Ele colaborou com Burton em uma tradução do latim da Carmina, de Cátulo, e Priapea, uma coleção de poemas eróticos de vários autores. Ele também publicou uma edição limitada do Satíricon, de Petrônio.
Smithers publicou obras de Aubrey Beardsley, Max Beerbohm, Aleister Crowley, Ernest Dowson, Arthur Symons e Oscar Wilde e figuras menos conhecidas, como Vincent O'Sullivan e Nigel Tourneur. Com Symons e Beardsley, ele fundou The Savoy, um periódico que teve oito edições, de janeiro a dezembro de 1896. Numa parceria com Harry Sidney Nichols, ele publicou uma série livros pornográficos sob a impressão da "Erotika Biblion Society". Ele ficou famoso por colocar um lema na sua livraria na Bond Street, em Londres, que dizia: "Hoje, a obscenidade está barata" (em inglês: "Smut is cheap today").
Quando Beardsley se converteu ao Catolicismo, pediu a Smithers que "destruísse todas as cópias de Lysistrata e maus desenhos... por tudo que é sagrado, todos os desenhos obscenos." Smithers ignorou os pedidos e continuou a vender reproduções e falsificações das obras de Beardsley.
Após os julgamentos de Oscar Wilde em 1895, Smithers foi um dos poucos editores preparados para lidar com literatura "decadente", como The Ballad of Reading Gaol, de Wilde.
Ele foi à falência em 1900, e morreu em 1907 por uso de drogas e bebidas. Seu corpo nu foi encontrado numa casa em Parsons Green, no seu 46° aniversário, cercado por garrafas de Chlorodyne, do Dr. J. Collin Browne. Ele foi enterrado num túmulo sem nome, pago pelo Lord Alfred Douglas, num cemitério em Fulham Palace Road.

## Traduções feitas por Smithers
Leonard C. Smithers and Sir Richard Burton. PRIAPEIA sive diversorum poetarum in Priapum lusus or SPORTIVE EPIGRAMS ON PRIAPUS by divers poets in English verse and prose. 1890 